# Capitalismo español
Capitalismo español es el término con el que se designa por la historiografía la particular forma en que se conformó el capitalismo en España como sistema económico, en relación con las distintas conformaciones del sistema político y las distintas formaciones económico-sociales a lo largo de distintos momentos históricos y fases en que se divide la historia del capitalismo (capitalismo comercial, capitalismo industrial, etc.).
Las características del capitalismo entendido como modo de producción capitalista según una interpretación marxista rígidamente estricta o determinista no son susceptibles en principio de variar según el espacio en el que se implantan; aunque la forma más habitual en que los historiadores aplican el materialismo histórico es mucho más flexible, dando origen al concepto de formación social histórica, en que distintos modos de producción se combinan de forma correspondiente al estado de las fuerzas productivas y a muchas otras variables multicausales (dinámica social, política e ideológica), incluso al entorno geográfico y medioambiental (como propone la Escuela de los Annales).
Desde esa perspectiva, el capitalismo español sería la vía española al capitalismo, con características distintivas y comparables a las de otros modelos nacionales, de los que habitualmente se definen dos tipos: el capitalismo inglés, capitalismo británico o capitalismo anglosajón (denominado así por la asunción de la similitud entre el británico y el capitalismo estadounidense o capitalismo americano), que es el modelo triunfante que produjo la revolución industrial y la extensión del capitalismo industrial por todo el mundo, basado en la iniciativa privada y el librecambismo defendidos por el liberalismo clásico; y el capitalismo continental, que es su réplica o modelo alternativo (especialmente el capitalismo francés y el capitalismo alemán -capitalismo renano-), que aunque en lo básico comparte los rasgos esenciales, mantiene una presencia mucho más significativa de la iniciativa del Estado (intervencionismo y proteccionismo) y de tradición mercantilista. Frente a esos ejemplos, la categorización del capitalismo español no ha alcanzado a definir una categoría comparable, aunque no obstante, se caracteriza por su mayor similitud al continental, y en ocasiones se ha definido como uno de los menos flexibles y más proteccionistas, hasta extremos autárquicos; aunque se distingue de otros modelos europeos por sus bajos niveles de protección social (estado de bienestar).

## Transición del feudalismo al capitalismo
La transición del feudalismo al capitalismo cubre un extensísmo periodo, que va de la Crisis de la Edad Media en España hasta la crisis del Antiguo Régimen.

### Baja Edad Media
La inclusión de los reinos cristianos peninsulares en las rutas comerciales entre el Mediterráneo y el Atlántico (focos urbanos de Italia y Flandes) y el trazado norte-sur de las cañadas de la Mesta, produjeron una estructura espacial en red, en la que se destacaban como nodos los puertos en la periferia y los centros urbanos en el interior. Entre los primeros destacaban Barcelona y Valencia, orientados al Mediterráneo y con gran desarrollo mercantil (Taula de Canvi, Consulado del Mar, Lonjas); mientras que Sevilla (con importantes colonias de genoveses, franceses, flamencos, alemanes e ingleses) y Lisboa lo hacían al Atlántico. Entre los segundos destacaba Valladolid, Medina del Campo (ferias), Segovia (pañerías) y Toledo (de artesanías más diversificadas). Burgos servía de contacto entre la Meseta y los puertos cantábricos (Laredo, Santander y Bilbao, fundado en 1300), mientras que Zaragoza, con una importante Lonja era sobre todo un gran centro agropecuario (Casa de Ganaderos de Zaragoza). Sobre todo en el caso de la Corona de Castilla, entre los ejes interior y periférico se desarrolló una dialéctica por sus opuestos intereses (exportar la lana en crudo o procesarla en las artesanías locales), que dotó de contenido económico a las guerras civiles castellanas, a la intervención en la guerra de los cien años e incluso a la Guerra de las Comunidades. Una naciente burguesía llegó a alcanzar grandes cotas de poder en las ciudades de la Corona de Aragón (luchas entre la Biga y la Busca en Barcelona), y mucho menor en las castellanas, dominadas por un patriciado urbano de hidalgos o caballeros con base agropecuaria.

### SigloXVI
La colonización española de América, sustentada en un monopolio de los cargadores de Indias con base en Sevilla-Cádiz (Casa de Contratación, Universidad de mareantes) no proporcionó a las industrias castellanas ninguna ventaja, puesto que la revolución de los precios suscitó una política de protección al consumidor que terminó asfixiándolas y beneficiando principalmente a los artesanos del norte de Europa y a los financieros italianos y alemanes. La Corona de Aragón estaba excluida del comercio americano, a pesar de pertenecer, como muchos otros reinos, a la Monarquía Hispánica. Las Cortes de Castilla donde los procuradores representantes diecisiete ciudades del reino periódicamente discutían con el rey la política fiscal y financiera dieron origen a extensas reflexiones económicas y a una abundante literatura memorialística (arbitrismo, el mercantilismo español). Los graves problemas financieros del Estado quedaron manifestados con las quiebras de Felipe II, las alteraciones monetarias (moneda de vellón), los aumentos impositivos (millones, incremento de las alcabalas, etc.) y el recurso a distintos tipos de deuda pública (juros), que junto con otras figuras financieras privadas (censos) atrajeron los capitales impidiendo su inversión productiva. La mala consideración social del trabajo, propia de cualquier sociedad estamental, estaba exacerbada en la española con la cuestión de la limpieza de sangre que discriminaba entre cristianos viejos y cristianos nuevos, bajo la omnipresente vigilancia de la Inquisición. Cualquier actividad económica que produjera lucro era social e ideológicamente sospechosa. La única manera socialmente aceptada de ser rico era disponer de rentas señoriales, lo que incentivava la llamada traición de la burguesía (abandonar las actividades productivas para ennoblecerse, por compra de jurisdicciones o matrimonios desiguales). El que los seguros marítimos fueran menos utilizados que las ofrendas piadosas es una buena muestra de que el capitalismo español iba más bien por el camino de la refeudalización, todo lo contrario que en los países del norte de Europa, donde había triunfado el protestantismo en sus distintas versiones y se había acogido a los sefardíes expulsados (bolsa de Ámsterdam, también beneficiada por el saco de Amberes), según defiende la controvertida tesis de Max Weber (La Ética Protestante y el Espíritu del Capitalismo).

### SigloXVII
La crisis de 1640, manifestación evidente de la más general crisis del siglo XVII y de la decadencia española, dio paso a un sombrío final de siglo en el que no obstante, se observaron muestras de recuperación en los territorios de la periferia cantábrica y mediterránea (no en la Meseta ni en Andalucía), sobre todo en la Cataluña neoforalista que refleja Narcís Feliu de la Penya.

## La Revolución Industrial en España

### SigloXIX
Durante el siglo XIX, el naciente estado liberal se enfrentó al triunfo internacional del sistema capitalista impulsado por la revolución industrial inglesa, y lo hizo en condiciones enormemente desfavorables: desastre de la Guerra de Independencia Española, luchas entre absolutistas y liberales, y entre liberales moderados y progresistas, liquidación del imperio colonial (Independencia Hispanoamericana), etc.
La legislación liberal sobre la propiedad (desaparición de los señoríos, desvinculación de los mayorazgos y desamortización, fundamentalmente la Desamortización de Mendizábal) produjo un gran impacto en la estructura económica y social, conformando una nueva clase oligárquica de base agraria (oligarquía terrateniente castellano-andaluza) sobre una mayoría de la población desprovista de tierras en la mitad sur de la península (jornaleros) y de labradores pobres en la mitad norte (donde predomina la estructura de propiedad minifundista). Los inicios de la industrialización (textil catalán, siderurgia malagueña) fueron escasos, lentos y discontinuos.
Particularmente, el periodo del bienio progresista entre 1854 y 1856, propuso un conjunto de legislaciones jurídico-económicas cuyo objetivo era el progreso económico tras la Guerra Carlista. Principales leyes:
- La desamortización de Madoz (concentrada en los bienes comunales de los ayuntamientos).
- La ley de Bancas (regulación de moneda).
- La ley de ferrocarriles, que generó mucho empleo y abarató los transportes, pero que suponía, por las ventajosas condiciones a los concesionarios de las líneas (compañías extranjeras) un incentivo mayor a la producción industrial en Francia o Bélgica que en España. Las dificultades técnicas (orografía desfavorable, que pretendió compensarse con un ancho de vía mayor al europeo -también pudieron considerarse factores militares-) y la debilidad de la propia economía española, que no respondía de forma ágil a tan grandes inversiones como eran necesarias, produjeron que no fuera hasta comienzos del siglo XX que se consiguió un trazado que pudiera integrar un mercado nacional, y aún entonces con un claro carácter radiocéntrico (de la periferia a Madrid), con poca integración transversal (proyectos como el ferrocarril Santander-Mediterráneo nunca se completaron).

Posteriormente, la revolución de 1868 impulsó una reforma de la ley de minas que se considera una desamortización del subsuelo; y una nueva reforma monetaria que está en el origen de la peseta.
El gran desarrollo financiero e industrial (naval y siderúrgico) vasco surgió como consecuencia de la relación con Inglaterra, muy importante desde 1875. El foco catalán se siguió especializando en la industria textil.

### SigloXX
Durante la primera mitad del siglo XX, periodo de la segunda revolución industrial, se produce la definitiva transformación de España de una sociedad preindustrial precapitalista en una sociedad industrial capitalista; aunque hubo de esperarse para ello hasta los años sesenta.
Tuñón de Lara denomina vía nacionalista del capitalismo español al periodo de autarquía que caracterizó la vida económica entre 1939 y 1959, los veinte primeros años del régimen de Franco, hasta el plan de establización de 1959 que inicia el desarrollismo posterior (1959-1975). Se consolidó la posición oligárquica de grupos financieros y empresariales, vinculados a las familias tradicionales, con algunas adiciones. No solo en ese extenso periodo, sino también posteriormente, esos grupos estuvieron en posición de condicionar a su favor las decisiones económicas y políticas.
Simultáneamente a la denominada tercera revolución industrial, las transformaciones económicas y sociales se aceleraron en el último cuarto de siglo, en que España se homologa internacionalmente como uno de los países desarrollados del denominado mundo occidental, integrado en la Unión Europea. La crisis industrial de los años setenta y ochenta conduce a una reestructuración económica profunda, a una fuerte terciarización y a trascendentes cambios demográficos (descenso de la natalidad, envejecimiento) y la inversión del sentido tradicional de los movimientos migratorios, sustituyéndose la tradicional emigración española por una inmigración procedente de África, América y Europa del Este. Tales cambios permiten hablar de una nueva sociedad postindustrial.

## El capitalismo español en elsigloXXI
Las privatizaciones de las antiguas empresas públicas en los sectores bancarios (Argentaria), energético (ENDESA) y de telecomunicaciones (Telefónica) y la concentración financiera, de la que resultaron dos grandes entidades (Santander y BBVA) dio paso a una expansión exterior de las empresas españolas (las denominadas multinacionales españolas), sobre todo por Latinoamérica, a una escala que ha suscitado recelos que la califican de neocolonial.
En el interior, el denominado monocultivo urbanístico, cultura del ladrillo o burbuja inmobiliaria, incentivada por la demanda económica, produjo unos años de extraordinario auge de la construcción, que se pueden remontar a los años 1980 (cuando se hablaba de la cultura del pelotazo) y que solo se habían frenado puntualmente con la crisis de 1993. Ese modelo de crecimiento llegó a situar a España en el puesto del mundo por PNB y a hacerla converger en renta per cápita con la media de la Unión Europea (superando a Italia en 2008). De un modo comparable al de otras economías periféricas de Europa (englobadas peyorativamente con el acrónimo PIGS), su mayor crecimiento se evidenció excesivamente dependiente de circunstancias volátiles, y comprometió su desarrollo futuro.
La crisis de 2008 supuso para el capitalismo español el estallido de la burbuja inmobiliaria. Las debilidades estructurales, expresadas en la baja productividad, supusieron una traslación inmediata de la crisis al empleo, alcanzándose cifras récord de paro. A diferencia de otros países, el sector financiero español se presentó como un activo, aunque el sector de las cajas de ahorro se vio forzado a una reestructuración basada en las fusiones. La escasez del crédito y la dificultad para que fluyera a consumidores y empresarios agravaron aún más la crisis económica, en medio de una fuerte contracción del consumo y una pérdida de confianza generalizada.
La crisis de la eurozona en 2010, ligada a la deuda soberana de los países periféricos, significó un gravísimo problema para las finanzas públicas, que se intentó encarar con un ajuste presupuestario sin precedentes. A pesar de las pruebas bancarias europeas (stress test), que pretendieron demostrar la fortaleza del sector bancario español; la crisis se profundizó de forma extraordinaria en los años siguientes, incluyendo el denominado rescate bancario, este fenómeno es contrario al libre mercado.

“La mortalidad de las empresas se deriva de su falta de adaptación a los cambios que les toca vivir, de la mala gestión de sus dirigentes o de su integración en grupos mayores” ... lo que está provocando las grandes caídas actualmente es la fuerza tractora de los cambios monumentales que vivimos, “porque al fenómeno de la globalización se ha unido en el tiempo la revolución de Internet, cambios que se están llevando por delante industrias enteras. La crisis está influyendo en el crecimiento de la mortalidad empresarial” ...

En España la esperanza de vida de una compañía es de 12 años ... a la vista de los datos del Registro Mercantil sobre las empresas que han cesado su actividad en los últimos años. “Conforme se alarga la crisis ... van desapareciendo del mercado empresas que llevaban más tiempo en él, con lo que la antigüedad empresarial está disminuyendo” ... en la actualidad existen unas 200 empresas en territorio nacional cuya fecha de creación se remonta a antes del año 1900.

[Las empresas más longevas de España son] Codorniu (1551), Miquel Costas y Miquel (1725)[,] Gomá y Camps (1758) [y] Osborne (1772).